# 1734
1734 (MDCCXXXIV) byl rok, který dle gregoriánského kalendáře započal pátkem.

## Události

### Probíhající události
- 1733–1735 – Válka o polské následnictví

## Vědy a umění
- Jiří II. založil univerzitu v Götingen
- švédský vědec Emanuel Swedenborg publikoval spis Opera Philosophica et Mineralia, v němž představil novou teorii vzniku sluneční soustavy, která se stala základem dodnes uznávané mlhovinové hypotézy

## Narození
Česko
- 7. ledna – Francisco Zeno, matematik, astronom, geolog a paleontolog († 14. června 1781)
- 8. června – Jan Antonín Otto Minquitz z Minquitzburgu, olomoucký kanovník a rektor univerzity († 12. února 1812)
- 11. listopadu – František Martin Pelcl, historik a spisovatel († 24. února 1801)

Svět
- 17. ledna – François-Joseph Gossec, francouzský houslista, hudební skladatel a pedagog († 16. února 1829)
- 20. ledna – Charles Alexandre de Calonne, francouzský ministr financí za vlády Ludvíka XVI. († 30. října 1802)
- 23. ledna – Wolfgang von Kempelen, rakouský a maďarský úředník, umělec, konstruktér a vynálezce († 26. března 1804)
- 13. února – Yves-Joseph Kerguélen-Trémarec, bretaňský mořeplavec a francouzský námořní důstojník († 1797)
- 21. března – Šáhruch, perský šáh († květen 1796)
- 24. března – Lady Diana Beauclerk, anglická šlechtična z rodu Spencerů († 1. srpna 1808)
- 15. dubna – Adrian Zingg, sasko-švýcarský malíř († 26. května 1816)
- 23. května – Franz Anton Mesmer, švýcarský lékař († 5. března 1815)
- 11. července – Josef Kohout, skladatel a loutnista českého původu († 12. května 1777)
- 26. července – Stephan Rautenstrauch, rakouský kněz, právník a teolog († 30. září 1785)
- 3. září – Joseph Wright of Derby, anglický malíř († 28. srpna 1797)
- 7. října – Ralph Abercromby, britský generál († 28. března 1801)
- 30. října – Augusta Württemberská, kněžna z Thurn-Taxisu († 4. června 1787)
- 17. prosince – Marie I. Portugalská, portugalská královna († 20. února 1816)
- 18. prosince – Jean-Baptiste Rey, francouzský dirigent a hudební skladatel († 15. července 1810)
- 27. prosince – Nicolaas Laurens Burman, nizozemský botanik († 11. září 1793)
- ? – Peter Perez Burdett, anglický kartograf a zeměměřič († 9. září 1793)
- ? – Anna Göldi, tzv. poslední evropská čarodějnice († 1782)

## Úmrtí
Česko
- 21. března – Gunther Jakob, český duchovní a hudební skladatel (pokřtěn 30. září 1685)
- 20. června – Michal Bedřich z Althanu, rakouský kardinál původem z Čech (* 20. července 1682)
- 14. srpna – Jan Josef z Vrtby, český šlechtic (* 1669)
- 16. listopadu – Kryštof Karel Gayer, český hudební skladatel (* 1668)

Svět
- 26. února – Marianna Benti Bulgarelli, italská operní zpěvačka-sopranistka (* 1684)
- 2. března – Domenico Trezzini, švýcarsko italský architekt působící v Petrohradě (* 1670)
- 1. dubna – Louis Lully, francouzský hudební skladatel (* 4. srpna 1664)
- 21. května – Filipína Alžběta Orleánská, francouzská princezna (* 18. prosince 1714)
- 24. května – Georg Stahl, německý lékař a chemik (* 22. října 1659)
- 12. června – James Fitzjames, vévoda z Berwicku, anglický vojevůdce, levoboček krále Jakuba II. (* 21. srpna 1670)
- 17. června – Claude de Villars, francouzských vojevůdce a generalissimus (* 1653)
- 14. listopadu – Louise de Keroual, milenka anglického krále Karla II. Stuarta (* září 1649)
- 28. prosince – Robert Roy MacGregor, známý jako Rob Roy, skotský lidový hrdina a psanec (* 1671)

## Hlavy států
- Francie – Ludvík XV. (1715–1774)
- Habsburská monarchie – Karel VI. (1711–1740)
- Osmanská říše – Mahmud I. (1730–1754)
- Polsko – Stanislav I. Leszczyński (1733–1736)
- Portugalsko – Jan V. (1706–1750)
- Prusko – Fridrich Vilém I. (1713–1740)
- Rusko – Anna Ivanovna (1730–1740)
- Španělsko – Filip V. (1724–1746)
- Švédsko – Frederik I. (1720–1751)
- Velká Británie – Jiří II. (1727–1760)
- Papež – Klement XII. (1730–1740)
- Japonsko – Nakamikado (1709–1735)
- Perská říše – Abbás III.